# Brefeldiopycnis membranacea
Brefeldiopycnis membranacea är en svampart som beskrevs av Petr. & Cif. 1932. Brefeldiopycnis membranacea ingår i släktet Brefeldiopycnis, divisionen sporsäcksvampar och riket svampar.   Inga underarter finns listade i Catalogue of Life.